# El beso de la mujer araña (película de 2025)
El beso de la mujer araña es una próxima película estadounidense de drama musical, escrita y dirigida por Bill Condon. Se trata de una adaptación cinematográfica del musical de 1992 de Terrence McNally, John Kander y Fred Ebb, que a su vez está basado en la novela argentina de 1976 de Manuel Puig. También es la segunda adaptación cinematográfica de la novela, tras la película brasileña de 1985, dirigida por Héctor Babenco. La novela había sido adaptada previamente al teatro (no musical) por el propio autor, estrenándose en España en 1982.   
Hasta el rodaje de esta nueva película, la versión teatral que se está representado es la de Argentina (tierra natal de Manuel Puig), que lleva 5 años en cartel y más de 450 funciones, protagonizada por Pablo Pieretti como Valentin, y Oscar Gimenez en el papel de Molina con dirección de Valeria Ambrosio. Esta version en 2022 recibió 4 nominaciones y gano 3 Premios ACE (Asociación de Cronistas del Espectaculo) a Mejor Obra, Mejor Dirección y Mejor Actor (Oscar Gimenez), nominado a mejor actor (Pablo Pieretti).   
Anteriormente la versión teatral fue protagonizada por Eusebio Poncela (Molina) e Igor Yebra (Valentín) en 2022, en España. Esta puesta en escena, versionada por el guionista argentino Diego Sabanés y dirigida por Carlota Ferrer, estuvo de gira por más de un año.   
Jennifer López protagonizará la cinta y es además productora ejecutiva, con Diego Luna y Tonatiuh Elizarraraz que encarnan los personajes de Valentín Arregui y Luis Molina, respectivamente.Junto a ellos, Josefina Scaglione interpreta al personaje de Marta, que no existe en la versión teatral pero sí en la novela, siendo luego recuperado por la versión de Terrence McNally.

## Premisa
Ambientada en una prisión argentina en 1981, durante el período de terrorismo de Estado en Argentina en las décadas de 1970 y 1980, Luis Molina, un peluquero gay, cumple una condena de ocho años por presunta corrupción de un menor. Para escapar de los horrores de su encarcelamiento, Molina imagina películas protagonizadas por una actriz de la pantalla clásica llamada Aurora, incluyendo un papel de la mujer araña, que mata a su presa con un beso. La vida de Molina da un vuelco cuando un marxista, Valentín Arregui Paz, es llevado a su celda, y ambos forman un improbable vínculo.

## Reparto
- Jennifer López como Aurora, una actriz producto de la imaginación de Luis.
- Diego Luna como Valentín Arregui Paz.
- Tonatiuh Elizarraraz como Luis Molina.
- Federico Repetto como Castellanos
- Bruno Bichir
- Tony Dovolani
- Josefina Scaglione como Marta, la novia de Valentín.
- Aline Mayagoitia
- Kevin Michael Brennan
- Thomas Canestraro
- Lynn Favin
- Will Fitz

## Producción

### Desarrollo
En diciembre de 2023, se anunció que Jennifer Lopez protagonizaría Aurora en una adaptación cinematográfica del musical con Bill Condon dirigiendo a partir de su propio guion. La producción, financiada de forma independiente, contará con la producción ejecutiva de López, Elaine Goldsmith-Thomas y Benny Medina a través de su compañía Nuyorican Productions, mientras que Barry Josephson, Tom Kirdahy, Greg Yolen y Matt Geller serán los productores y Sergio Trujillo se encargará de coreografiar las secuencias musicales. Tras el anuncio, se abrió una convocatoria de casting para que una desconocida interpretara el papel de Molina. En marzo de 2024, el bailarín Tony Dovolani anunció en su página de Instagram que se había unido al reparto como jefe de la mafia. En abril, se anunció que Diego Luna y Tonatiuh Elizarraraz se han unido al reparto como Valentín Arregui y Luis Molina, con Ben Affleck y Matt Damon embarcándose en el proyecto como productores a través de Artists Equity. Luna también será productor ejecutivo. Bruno Bichir, Tony Dovolani, Josefina Scaglione y Aline Mayagoitia también se unieron al elenco.

### Filmación
El 20 de marzo de 2024, López anunció que la producción de la película había comenzado, con la intención de tener un tiempo de entrega rápido para que pueda lanzar su This Is Me... Live tour el 26 de junio, que más tarde fue cancelada el 31 de mayo. Fotografía principal comenzó en Nueva Jersey el 21 de marzo de 2024. El 10 de mayo, López confirmó en Live with Kelly and Mark que había terminado de rodar sus escenas y que había perdido peso para el papel de Aurora, describiendo el rodaje como «estimulante y agotador a partes iguales».  La producción terminó el 16 de junio de 2024.

## Estreno
La cinta se estrenó el 27 de enero de 2025 en el Festival de Sundance.